# کلوکند
کلوکند (کولَه كَند) ، روستایی است از توابع بخش مرکزی شهرستان مینودشت در استان گلستان ایران.

## وجه تسمیه
کلوکند تغییر یافته نام کولَه كَند می باشد که در زبان ترکی قزلباش به معنی روستایی که در پایین قرار گرفته است می‌باشد بدین صورت که 《کوله》 به معنی کوتاه و 《کند》به معنی روستا می‌باشد و این نام بدین جهت به این مکان داده شده است که روستا در سطح پایینتری از زمین‌های اطراف قرار دارد.

## جمعیت
این روستا در دهستان چهل‌چای قرار داشته و بر اساس سرشماری سال ۱۳۸۵ جمعیت آن ۱٬۴۰۲ نفر (۳۴۹ خانوار)
بوده است.مردم این روستا اکثرا قزل باش هستند.

## هنرمندان
این روستا هنرمندان بنامی همچون فرزان ریاحی دهکردی از شاگردان استاد بیژن کامکار و استاد شجریان دارد که در این روستا زندگی می کند. 
همچنین استاد محمد قزلسفلی که از هنرمندان صنایع دستی می باشد نیز در این روستا زندگی می کند 
همچنین خطیب توانمند و واعظ شهیر حجت الاسلام و المسلمین شیخ علی مصطفی لو که از شاگردان مکتب جعفری می باشد نیز در این روستا زندگی می کند.